# 13126 Calbuco
För andra betydelser, se Calbuco (olika betydelser).
13126 Calbuco eller 1994 PT16 är en asteroid i huvudbältet som upptäcktes den 10 augusti 1994 av den belgiske astronomen Eric W. Elst vid La Silla-observatoriet. Den är uppkallad efter vulkanen Calbuco.